# Собор Парижской Богоматери (балет)
«Собо́р Пари́жской Богома́тери» (фр. Notre-Dame de Paris) — балет в двух актах, 13 картинах французского композитора Мориса Жара по мотивам одноимённого романа Виктора Гюго, поставленный Роланом Пети. Премьера состоялась 11 декабря 1965 в Опере Гарнье в Париже. Декорации — Рене Аллио, костюмы — Ив Сен-Лоран.
Создан по заказу Парижской оперы, куда Пети вернулся специально для постановки. Главные роли на премьере исполнили сам Пети (Квазимодо), Клэр Мотт (Эсмеральда), Сирил Атанасов (Клод Фролло), Жан-Пьер Бонфу (Феб).
В 1974 году Пети основал Марсельский национальный балет и перенёс туда «Собор Парижской Богоматери». Позднее балет вошёл в репертуар Ленинградского театра оперы и балета имени Кирова (1978 — первый балет зарубежного хореографа на советской сцене), Большого театра (2003), а после смерти Пети хранитель его традиций, ассистент Луиджи Бонино совместно с Фондом «Балеты Ролана Пети» перенёс балет в театр «Астана Опера» (2016) и Новосибирский театр оперы и балета (2021), из которого затем «Собор Парижской Богоматери» был повторно перенесён в Михайловский театр (2024).